# Objaw Aarona

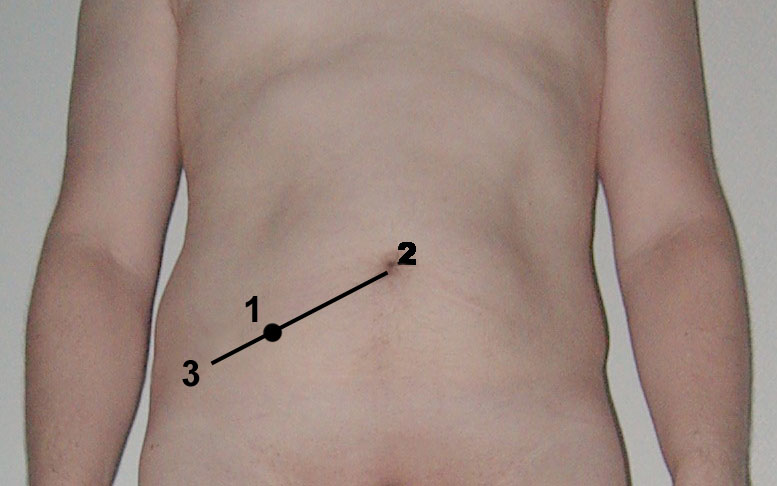
punkt McBurneya

Objaw Aarona – jest oznaką stanu zapalnego  wyrostka robaczkowego, która objawia się bólem bądź dyskomfortem w nadbrzuszu i okolicy przedsercowej przy uciśnięciu i utrzymaniu ucisku w punkcie Mcburneya. Po raz pierwszy zaobserwował go Charles D. Aaron, w roku 1898, później w roku 1913, opublikował on artykuł w którym opisał ten objaw.
Występowanie tego objawu wiąże się z odczuciem bólu odniesionego, spowodowanego uciskiem na objęty stanem zapalnym wyrostek (towarzyszy temu naciek zapalny i proliferacja tkanki łącznej), co powoduje ucisk na liczne połączenia nerwowe wyrostka (splot krezkowy górny, żołądkowy, wątrobowy, splot sercowy).
Chociaż nie jest obecnie to podstawowy objaw w diagnostyce zapalenia wyrostka, uważany był przez odkrywcę bardzo przydatnym objawem na wczesnym etapie diagnostyki.  